# So Called Friend
So Called Friend is een nummer van de Schotse band Texas uit 1993. Het is de eerste single van hun derde studioalbum Ricks Road.
"So Called Friend" gaat, zoals de titel al doet vermoeden, over een vriendschap die niet echt is. Het nummer werd enkel in het Verenigd Koninkrijk en Nederland een bescheiden hitje. In het Verenigd Koninkrijk bereikte het de 30e positie, terwijl het in Nederland op de 2e positie in de Tipparade terechtkwam.